# Eicochrysops dudgeoni
Eicochrysops dudgeoni is een vlinder uit de familie van de Lycaenidae. De wetenschappelijke naam van de soort is voor het eerst gepubliceerd in 1929 door Norman Denbigh Riley.
De soort komt voor in Guinee (Mont Nimba), Sierra Leone, Ghana, Noord-Benin, Noord-Nigeria en Noord-Kameroen.